# Riekau
Riekau ist ein Ortsteil der Stadt Dannenberg (Elbe) in der Samtgemeinde Elbtalaue im Landkreis Lüchow-Dannenberg in Niedersachsen.
Das Dorf liegt vier Kilometer südwestlich des Zentrums von Dannenberg.

## Geschichte
Für das Jahr 1848 wird angegeben, dass die Schäferei Riekau ein Wohngebäude hatte, in denen sieben Einwohner lebten. Zu der Zeit war Riekau nach Breselenz eingepfarrt, wo sich auch die Schule befand.
Am 1. Dezember 1910 hatte Riekau als Gutsbezirk im Kreis Dannenberg zehn Einwohner.